# Michal Skořepa
Michal Skořepa (* 25. června 1987 Praha, Československo) je český hudebník, hudební producent, tvůrce hudebních videoklipů a výtvarník. Je autorem hudebně-výtvarného projektu Pan Lynx a bývalým frontmanem alternativně rockové skupiny Stroy.

## Umělecká kariéra

### Začátky (0–2011)
Pochází z rodiny operních pěvců. Oba rodiče působili ve sboru Národního divadla, později získali angažmá jako sólisté - matka Alice Randová v Národním divadle, a otec Jiří Skořepa, který je zároveň výtvarníkem, v Komorní opeře. Jeho dědeček byl houslistou ve filharmonii a babička zpěvačkou. Odmala směřoval jak k hudbě, tak k výtvarnu. Je absolventem klasického a jazzového klavíru na Konzervatoři a VOŠ Jaroslava Ježka. V roce 2010 získal angažmá v muzikálu Jesus Christ Superstar v dvojroli Ježíše a Jidáše v Hudebním divadle Karlín. Ve stejném roce založil na postu zpěváka crossoverovou kapelu The Fuse s René Ryparem (kytara) a Milošem Meierem (bicí), ze které následně vznikla kapela Stroy.  

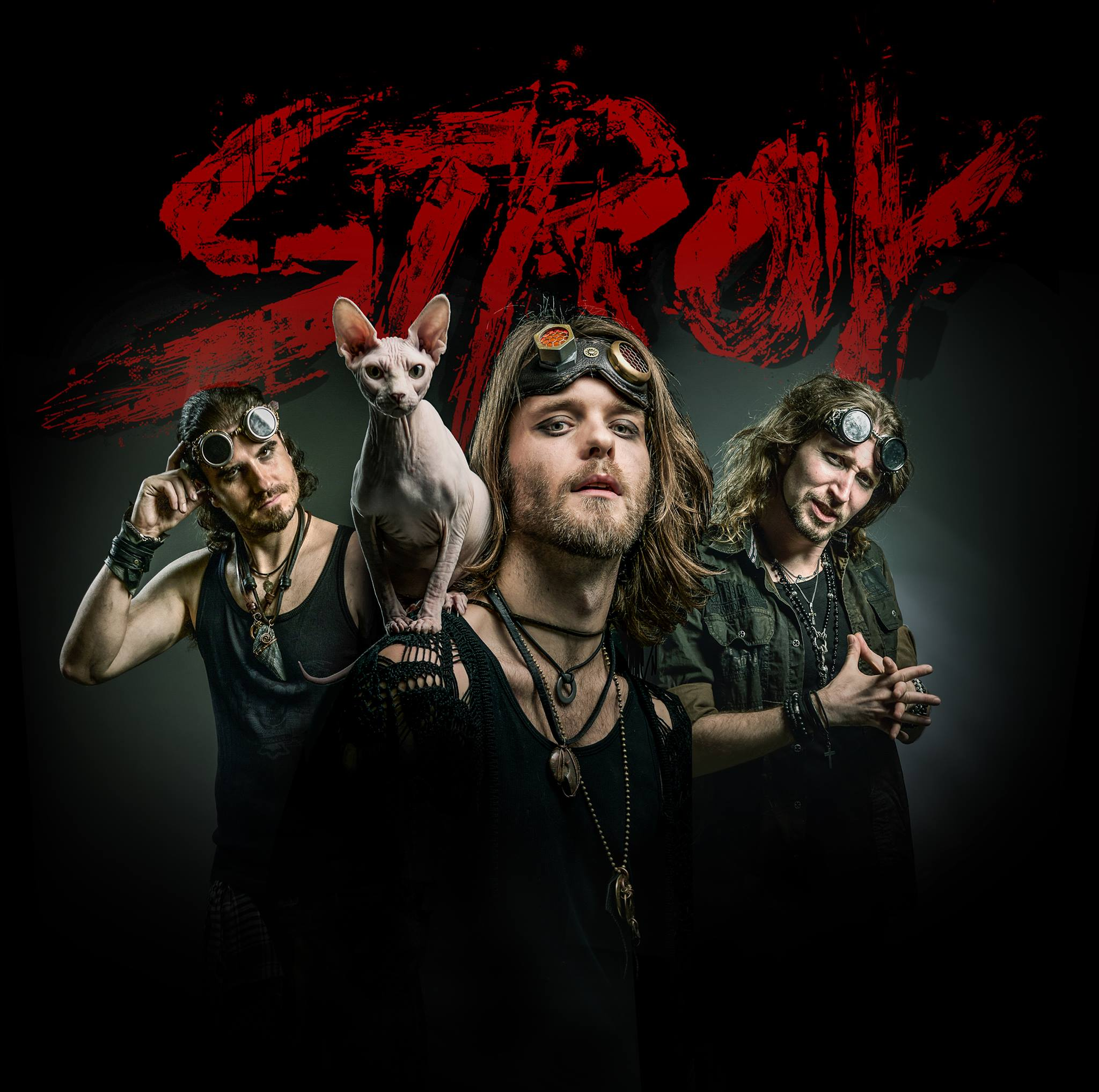
Kapela Stroy (s charakteristickým logem) v roce 2014 ve složení zleva: Marek Bero, Michal Skořepa a Miloš Meier

### Stroy (2011–2018)
V letech 2014–2018 byl zpěvákem a kytaristou progresivně grunge-rockové formace Stroy, kterou založil s Milošem Meierem a Markem Bero, kterého na postu baskytaristy hned v počátku vystřídal Jakub Antl (Nightwork). Hudba Stroy byla ovlivněna seattelskou grungeovou scénou 90. let a progresivním metalem. Po samostatných singlech „Forcing The Earth“ (2011) a „Down The Mountain“ (2013) vyšlo debutové album Adam Reborn (2014). V roce 2015 kapela skončila na třetím místě ve finále celosvětové soutěže kapel GBOB v norském Oslu. Na základě vzniklých kontaktů natočila ve stejném roce v Los Angeles EP Like It Or Not (2016) s producentem Alainem Johannesem (Queens Of The Stone Age, Chris Cornell, Eleven, Them Crooked Vultures) v jeho domácím studiu 11AD. 
Po následných personálních změnách, kdy se do kapely vrátil zakládající člen Marek Bero (baskytara) a Miloše Meiera vystřídal na postu bicích Rakušan Danny Rico, vyšlo album KIDS (2018), které produkoval Jarda Helešic (Support Lesbiens). Téhož roku po smrti Chrise Cornella, zpěváka Soundgarden, zveřejnili Stroy na jeho počest píseň „What A Hoax“. 5. října 2018 kapela na koncertním křtu desky KIDS v pražském Paláci Akropolis oznámila ukončení aktivity. Michal Skořepa je autorem veškerých hudebních videoklipů, obalů desek kapely a merchandise.  

### Pan Lynx (2021–současnost)

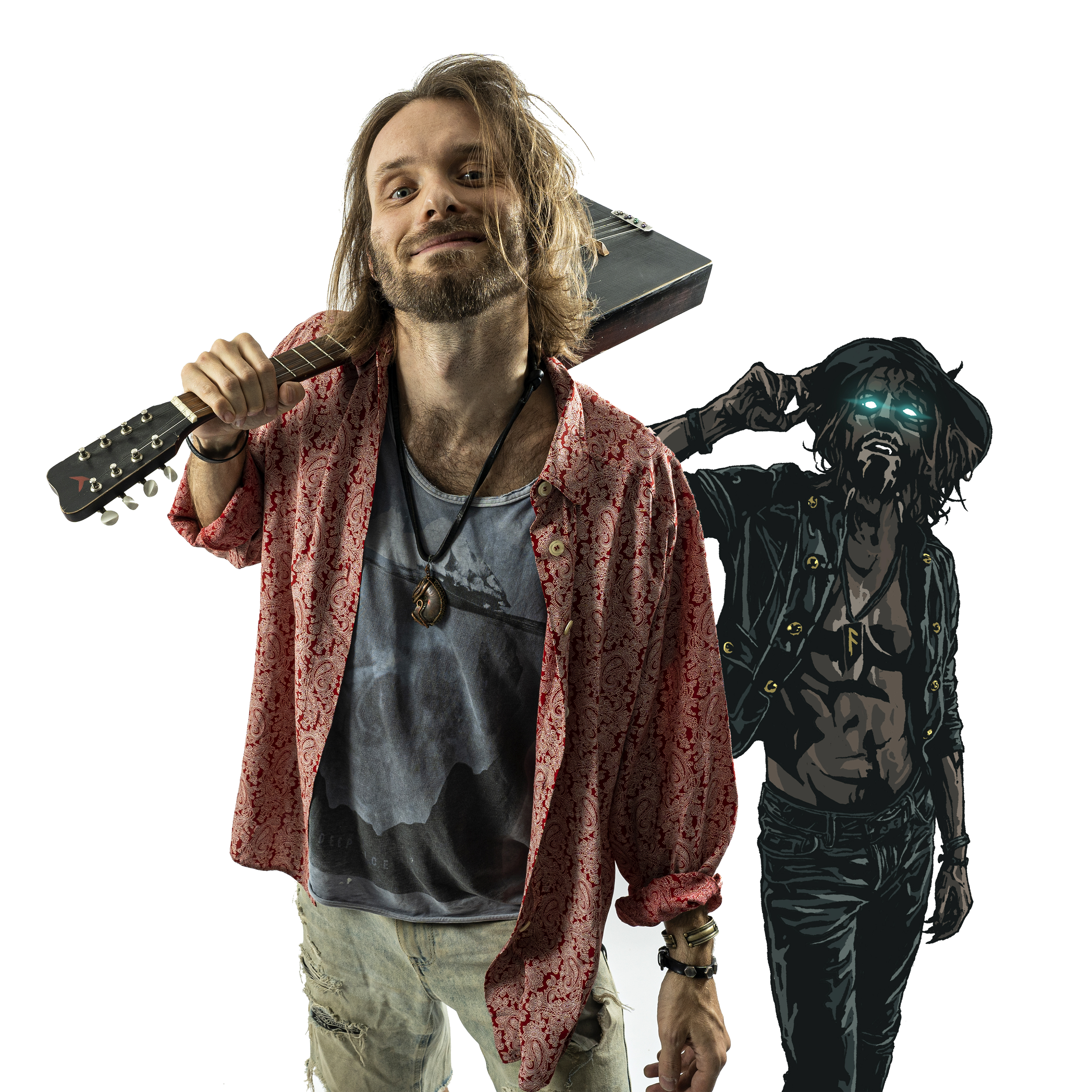
Michal Skořepa a Pan Lynx

Pan Lynx je sólový hudebně výtvarný projekt Michala Skořepy stojící na kreslené postavě mystického Pana Lynxe, který je napůl rysem a napůl Michalem. Na debutové desce Kdo se bojí, musí do lesa (2023) zastává Michal Skořepa prakticky všechny nástroje i vokály, a to za asistence hostů, jako jsou Michael Kocáb, Michal Pavlíček z kapely Pražský Výběr, Matěj Homola a Honza Homola z kapely Wohnout, Štěpán Smetáček a další. Je rovněž autorem textů. V hudbě Pana Lynxe se snoubí vlivy grunge a stoner rocku s moderní klasikou přelomu dvacátého století (Sergej Prokofjev, Paul Hindemith), jazzem a etnickou hudbou. Michal Skořepa je rovněž autorem veškerých videoklipů, artworků, merchandise projektu i vizuální podobě samotného Pana Lynxe. 

### Další hudební aktivity
Jako hudební producent je podepsán na deskách několika českých kapel. V roce 2021 produkoval desku HUH! kapely Wohnout, pro niž je rovněž autorem obalu desky. Pro Wohnout natočil dodnes celkově deset hudebních videoklipů a v roce 2021 s nimi rovnou jako kytarista zaskakoval na patnácti koncertech letního koncertího turné. Jako spoluproducent se podílel v roce 2022 s Milanem Cimfem na albu El Presidento skupiny Kabát. Vystupuje jako občasný host na koncertech skupiny Pražský výběr. V roce 2016 s ní vystoupil na koncertě v O2 Areně, ze kterého vznikl film „Pražský výběr - Symphony Bizarre“. Zkomponoval rockovou coververzi písně „Jsem vymletej" funk-rapové skupiny J.A.R., která vyšla na remixovém albu Eskalace bobra (2018). V roce 2010 ztvárnil roli Ježíše a Jidáše v muzikálu Jesus Christ Superstar a následně v roce 2016 roli Enjolrase v muzikálu Bídníci v divadle GoJa. Je občas obsazován jako herec ve filmech a seriálech. Jeho zatím nedokončeným projektem je česky zpívaný muzikálový film s tematikou grunge, autorskou hudbou s texty v češtině, obsazený mnoha osobnostmi tuzemské rockové scény.  

### Videoklipová tvorba

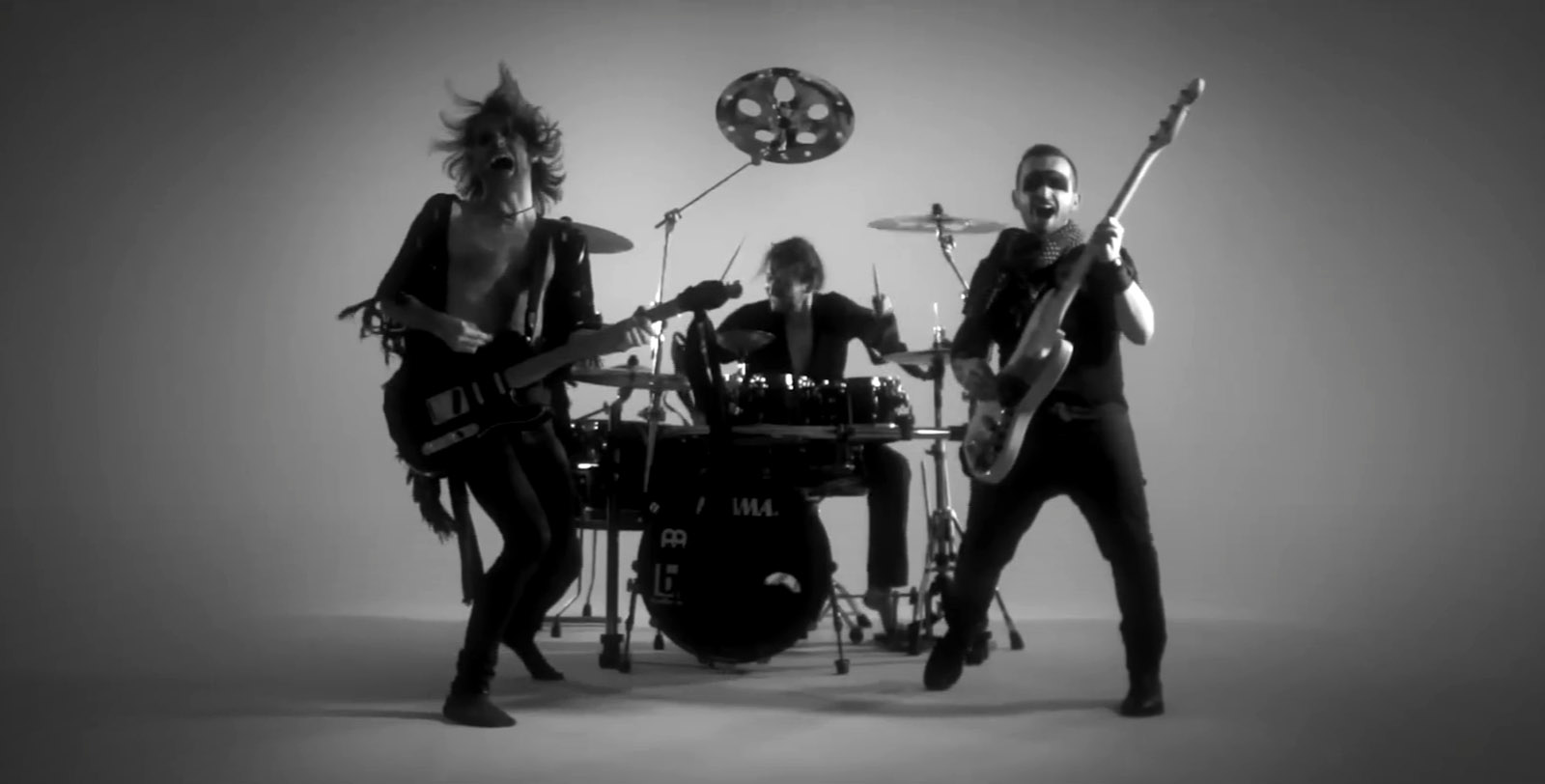
Stroy - Videoklip Adam Reborn 2014

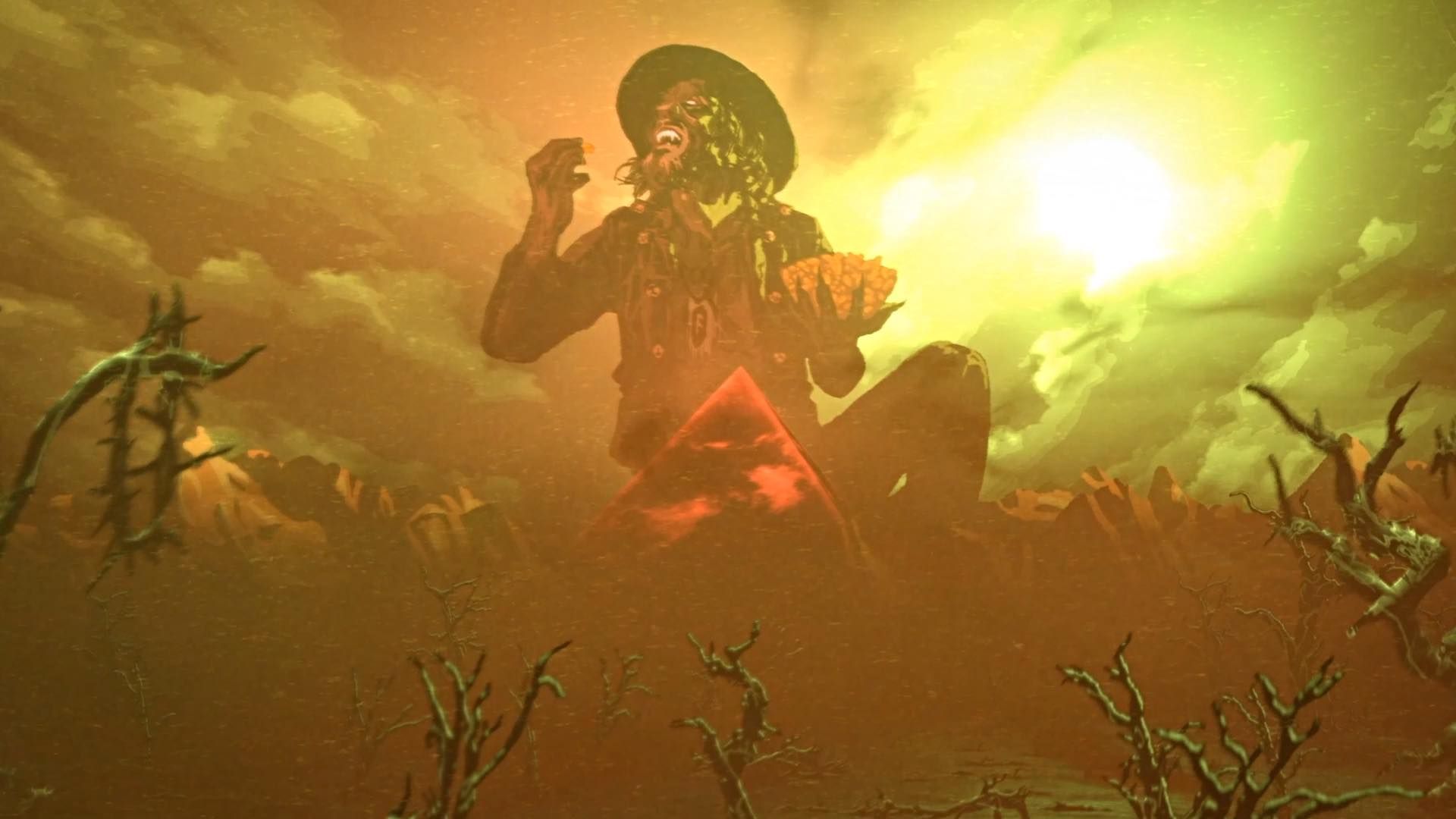
Videoklip projektu Pan Lynx k písni Výlety do temnoty z roku 2021

Na kontě má více než sto hudebních videoklipů, mnoho z nich pro přední české interprety, jako jsou Wohnout, Chinaski, Kabát, Krucipüsk, Michal Prokop, Škwor, Xindl X, Ewa Farná a další. Ve většině se ujal scénáře, režie, kamery, svícení, střihu a postprodukce. Tvoří ručně kreslenou animaci (Pan Lynx – „Výlety do temnoty“, Wohnout – „Umění“, a další...). V roce 2022 byl oceněn druhým místem na Cenách Žebřík za videoklip roku s videoklipem „Má vlast“ pro Michala Prokopa.

### Výtvarná tvorba
Je autorem obalů desek a bookletů pro kapely Wohnout (HUH!), Škwor (Sobě věrnej), Imodium (Element), No Heroes (Shine on Me), Pan Lynx (Kdo se bojí, musí do lesa), Stroy (Adam Reborn, Like It Or Not, KIDS), Mean Mesiah (Divine Technology) a další. Je autorem mnoha motivů pro kapelní merchandise. Vytvořil vizuální podobu osoby Pana Lynxe a s originály jeho artworků pořádá samostatné výstavy.        

## Diskografie
Kapela Stroy
- Adam Reborn (2014) (CD, digitálně)
- Like It Or Not (EP) (2016) (CD, digitálně)
- KIDS (2018) (digitálně)

Projekt Pan Lynx
- Kdo se bojí, musí do lesa (2023) (CD)

## Divadlo
| Titul                  | Scéna                  | Role                         |
| ---------------------- | ---------------------- | ---------------------------- |
| Bídníci                | GoJa Music Hall        | Enjolras                     |
| Jesus Christ Superstar | Hudební divadlo Karlín | Jesus Christ, Judas Iscariot |

## Fotogalerie

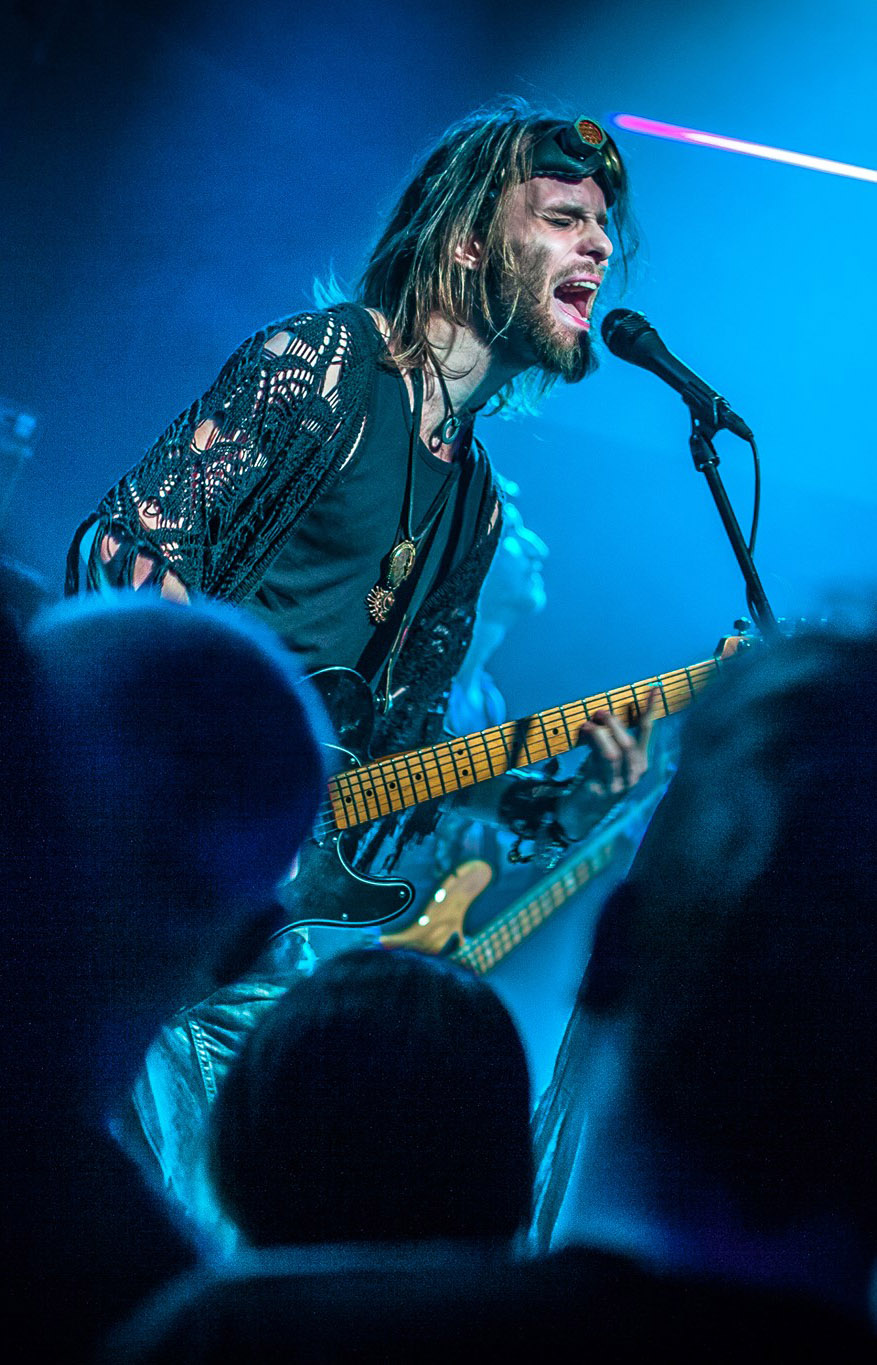
Stroy - Lucerna Music Bar (2016)
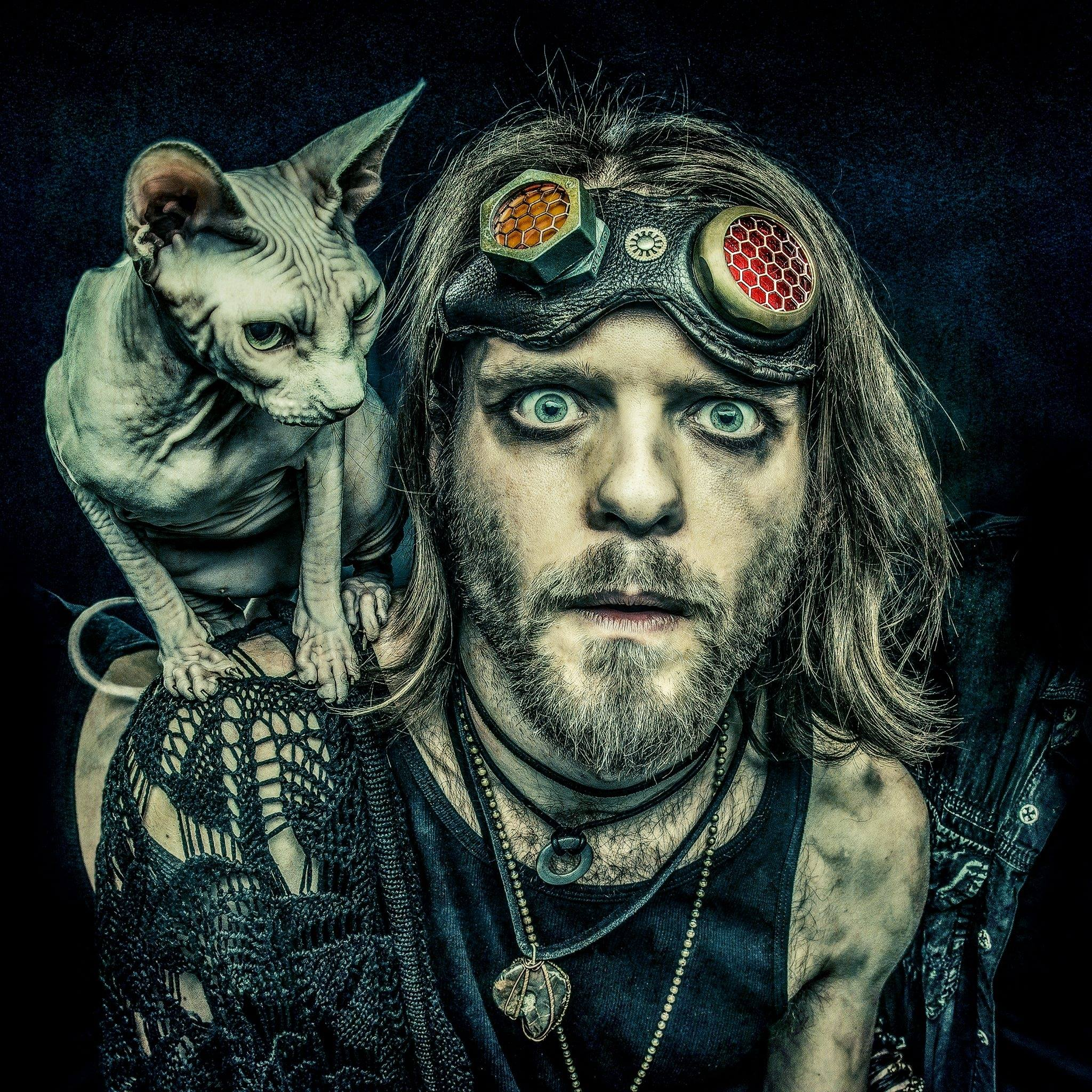
Michal Skořepa na promo fotografii pro kapelu Stroy (2014)
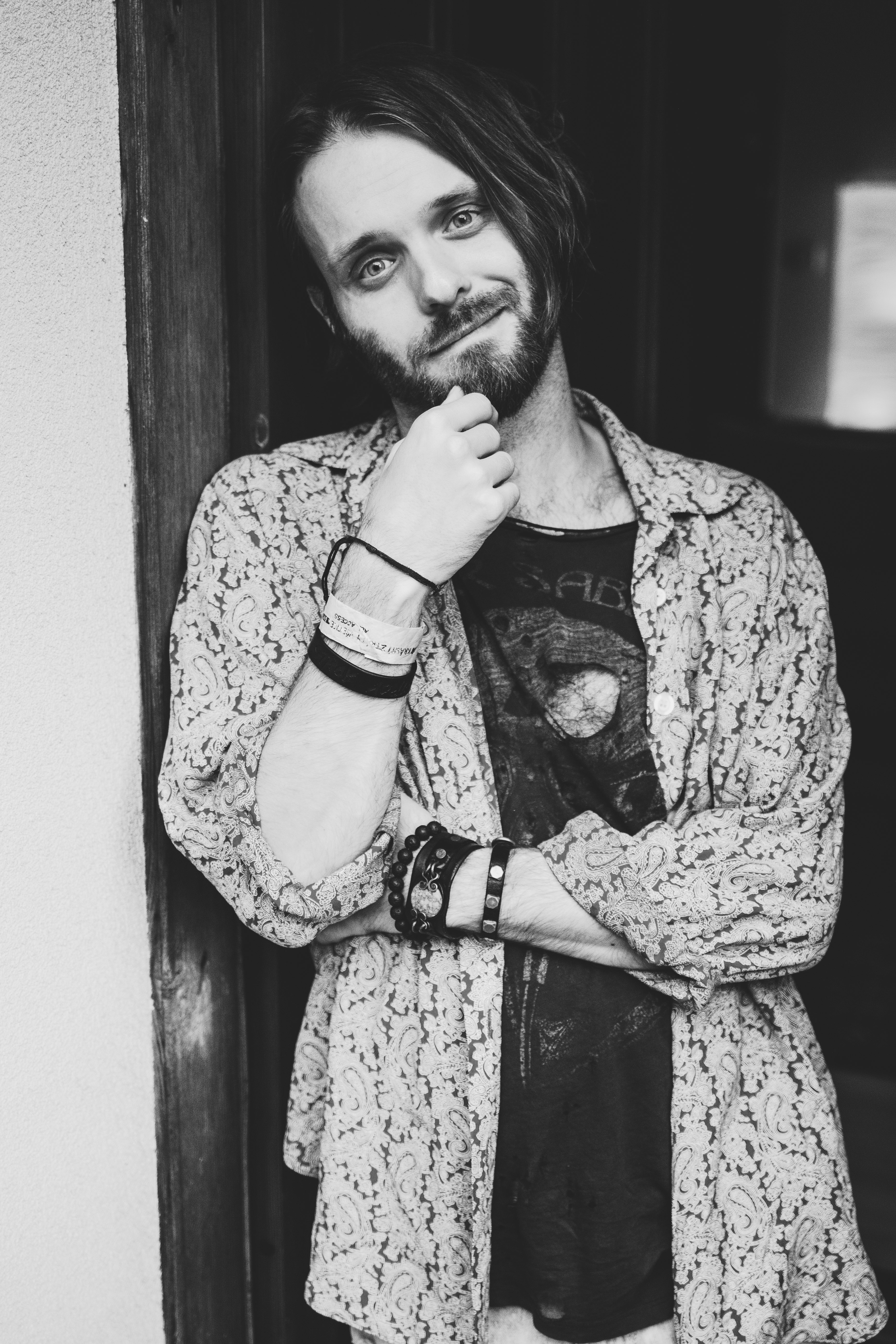
Michal Skořepa (2021)